# Ixodes philipi
Ixodes philipi är en fästingart som beskrevs av James E. Keirans och Glen M. Kohls 1970. Ixodes philipi ingår i släktet Ixodes och familjen hårda fästingar. Inga underarter finns listade i Catalogue of Life.